# 漆黒の闇で、パリに踊れ
『漆黒の闇で、パリに踊れ』（しっこくのやみでパリにおどれ、Une nuit）は2012年のフランスの犯罪映画。監督はフィリップ・ルフェーヴル、出演はロシュディ・ゼムとサラ・フォレスティエなど。パリの夜の歓楽街を舞台に、裏社会の連中ときわどい駆け引きを繰り広げる犯罪取締捜査官の姿を描いた仏製ネオ・ノワールである。

## ストーリー
パリの犯罪取締班のリーダーであるシモン・ワイス警部は、毎晩、犯罪の温床となるクラブやバーなどを巡回している。しかし、彼は悪徳警官として内部調査班の監査対象になっており、そのことに本人も薄々気付いていた。ある夜、若手女性警察官のローレンス・ドレーが彼の運転手を務めることになる。彼女といつも通りに夜のパリを巡回する中、ふとしたことからワイスは、ギャングのリンドネルがワイスの長年の親友で夜の街の顔役である大物ガルシアを罠にはめて陥れようとしていることを知る。更に、ガルシアの弁護士でありながら、リンドネルとも繋がっているゴルスキーを問い詰めたワイスは、自分を内部調査班に売ったのはガルシアであると告げられる。疑いながらも、ガルシアを2人の思い出の店に呼び出したワイスは、ガルシアから保身のためにゴルスキーの助言で取引した事実を告白し、そしてワイスが捕まっても自分が何とか助け出すと言う。しかし、そんなガルシアにワイスは「惨めなもんだ」と告げて、その場を後にする。ワイスは妻に子供を連れて実家に行くように連絡すると、リンドネルに会いに行く。そこにはゴルスキーも同席していた。ワイスはリンドネルに対してガルシアに手を出さないようにクギを刺すとともにゴルスキーの悪行を暴露し、ゴルスキーをクビにすることを条件に、リンドネルが開こうとしている店の営業許可を出すと約束する。
夜が明け、ようやくローレンスと打ち解けたワイスだったが、そこにゴルスキーが殺害されたとの連絡が来る。現場に到着したワイスは、そこで内部調査班に連行される。内部調査班の班長による尋問を何時間も待ち続けるワイスの前にようやく現れたのはローレンスだった。彼女はワイスと行動をともにすることで彼の違法行為をつぶさに見ていたが、証人のガルシアはワイスの無罪を主張しており、また家宅捜査でも物証が見つからなかったことから、ワイスは取り敢えず停職処分となり、ローレンスは調査結果が出た時点で改めて尋問するとワイスに告げる。しかし、ワイスはローレンスに「辞めるよ。そろそろ潮時だ」と告げる。
放免されたワイスをガルシアが待っていた。しかし、ワイスはガルシアと言葉を交わすことなく、その場をゆっくりと歩いて去って行く。その様子をローレンスは窓越しに見守る。

## キャスト
- シモン・ワイス: ロシュディ・ゼム - パリの犯罪取締班リーダー。警部。
- ローレンス・ドレー: サラ・フォレスティエ - 若手女性警察官。息子が1人いる。
- トニー・ガルシア: サミュエル・ル・ビアン - 夜の街の顔役。シモンの長年の親友。
- ポール・ゴルスキー: グレゴリー・フィトゥーシ（フランス語版） - ガルシアの弁護士。
- ジョー・リンドネル: ジャン＝ピエール・マルタンス - ギャング。
- ソランジュ: ジャン＝ポール・ミュール（フランス語版） - 初老のゲイボーイ。ステージネームは「男爵夫人」。
- ジョジー: ソフィー・ブルスタル（フランス語版） - シモン行きつけのバーの女性経営者。
- アレックス: ジェラール・ラロシュ（フランス語版） - 売春宿の経営者。シモンの情報源。
- ダニエル・ワイス: エレーヌ・スザーレ（フランス語版） - シモンの妻。
- アブデル: カメル・ラブロウディ - ヤクの売人。ソランジュをたぶらかしているジゴロ。
- マルコ・リンドネル: リシャール・ボーランジェ - ジョー・リンドネルの父親。ギャングのボス。

## 作品の評価
アロシネによれば、フランスの18のメディアによる評価の平均点は5点満点中3.8点である。